# Велики трстењак
Велики трстењак или трстењак дрошчић (лат. Acrocephalus arundinaceus) евроазијска је птица певачица. Обитава у Европи и у подручју умереног појаса Азије. станишта су јој језера, баре, мочваре и реке. 

## Опис
Ова птица је велика отприлике као дроздови, око 16—20 cm, а тежина јој је 25—36 грама. Крила су дуга отприлике 9 cm. Горњи део тела има смеђе пруге, а доњи део тела и главе је беле боје. Чело му је спљоштено, док је кљун снажан и спљоштен. Пол ови су готово идентични, као и код већине трстењака. 

## Гнежђење
Ове птице полну зрелост стичу кад наврше годину дана. Сезона парења је од маја до јула. Гнездо се прави од траве и трске. Женка у гнездо полаже 4—6 јаја. Јаја инкубирају 13—15 дана. Након што се излегну, млади птићи бораве у гнезду 12—14 дана. У гнезду се често могу наћи и кукавичја јаја, јер јако наликују онима великог трстењака.

## Галерија
- Јаје подврсте кукавице Cuculus canorus canorus са леве стране и јаја великог трстењака (Acrocephalus arundinaceus) са десне стране